# 고노우라촌 (니가타현)
고노우라촌(木浦村)은 니가타현 니시쿠비키군에 있던 촌이다.

## 역사
- 1889년 4월 1일 - 정촌제 시행에 의해 니시쿠비키군 고노우라촌이 성립하였다.
- 1954년 10월 1일 - 노정, 이소베촌, 노다니촌과 합병해, 새로운 노정이 성립하였다.

## 참고문헌
- 『市町村名変遷辞典』東京堂出版、1990年。